# Trzon krystaliczny Tatr
Trzon krystaliczny Tatr – masyw tworzący zasadniczą masę Tatr, a przede wszystkim Tatr Wysokich. Jest to jeden z dziesięciu masywów krystalicznych występujących w Karpatach Centralnych. Są to m.in. Małe Karpaty, Góry Inowieckie, Góry Strażowskie, Mała Fatra, Trybecz, Wielka Fatra, Niżne Tatry.
Trzon krystaliczny zbudowany jest ze skał magmowych i metamorficznych. Są to granitoidy, budujące większą część Tatr Wysokich i część Tatr Zachodnich, oraz gnejsy i migmatyty, występujące głównie w Tatrach Zachodnich.
Budowa wewnętrzna trzonu krystalicznego jest słabo poznana. W jego obrębie można wyróżnić kilka elewacji i depresji, jak:
- depresja Szerokiej Jaworzyńskiej,
- elewacja Koszystej,
- depresja Goryczkowej.

Na skałach trzonu krystalicznego leżą serie autochtoniczne i paraautochtoniczne, a na to z kolei ponasuwane są płaszczowiny wierchowe i reglowe.

## Granitoidy
Granitoidy tworzące jedną intruzję budują znakomitą większość Tatr Wysokich oraz masyw Liptowskich Kop, południową część masywu Bystrej oraz rejon Rohaczy i Salatynów. Mniejsze ciała granitoidowe występują w obrębie serii metamorficznych Tatr Zachodnich. Są to głównie granodioryty i tonality, rzadziej występują właściwe granity (przede wszystkim w rejonie Małego Kościelca i Koszystej). Ponadto w Tatrach Zachodnich opisywane były „białe granity” (leukogranity, alaskity). W obrębie granitoidów występują żyły pegmatytów i żyły kwarcowe oraz mylonity.
Wiek głównej intruzji określany jest jako późny karbon (290 ± 15 mln lat). Wiek mniejszych ciał może być inny, prawdopodobnie starszy.

## Skały metamorficzne
W Tatrach Zachodnich po stronie południowej pod granitoidami, a po stronie północnej nad nimi, występują skały metamorficzne. Kontakty obu serii skalnych są niejasne, według niektórych geologów pierwotne – intruzyjne, według innych wtórne – tektoniczne.
Są to przede wszystkim gnejsy i migmatyty, o wieku głównej fazy metamorfizmu datowanym na 420 mln lat (ale są też i inne datowania, które trudno jednoznacznie zinterpretować). Większość skał metamorficznych Tatr była pierwotnie skałami osadowymi, piaszczystymi, prawdopodobnie fliszem, natomiast występujące wśród nich amfibolity mogą pochodzić z metamorfizmu pierwotnych obojętnych skał wulkanicznych typu bazaltów, tufów, tufitów lub skał marglistych. Podrzędnie spotyka się łupki łyszczykowe, kwarcyty oraz mylonity. W seriach metamorficznych występują też wkładki granodiorytów i granitów porfirowych.